# Fruits et revenus
En droit civil québécois, les fruits et revenus sont une notion relative aux bénéfices pécuniaires dérivés d'un bien. 

## Définition
Ils sont définis  à l'article 910 al. 1 du Code civil du Québec comme étant ce qui suit : 

« Les fruits et revenus sont ce que le bien produit sans que sa substance soit entamée ou ce qui provient de l’utilisation d’un capital. Ils comprennent aussi les droits dont l’exercice tend à accroître les fruits et revenus du bien. »

### Définition de fruits
L'article 910 al. 2 du Code civil de Québec explique la notion de fruits : 

« Sont classés parmi les fruits ce qui est produit spontanément par le bien de même que par ce qui est produit par la culture ou l’exploitation d’un fonds. Le croît des animaux, de même que ce qu’ils produisent, sont également classés parmi les fruits »

.

### Définition de revenus
L'article 910 al. 3 C.c.Q. explique la notion de revenus 

« Sont classées parmi les revenus les sommes d’argent que le bien rapporte, tels les loyers, les intérêts, les dividendes, sauf s’ils représentent la distribution d’un capital d’une personne morale; le sont aussi les sommes reçues en raison de la résiliation ou du renouvellement d’un bail ou d’un paiement par anticipation, ou les sommes attribuées ou perçues dans des circonstances analogues. »

Les biens dont on tire des fruits et revenus sont du capital, d'après l'article 909 du Code civil.

## Quelques applications de la notion
Les applications de la notion de fruits et revenus sont très nombreuses au Code civil. En voici une liste partielle.   

### Droit des personnes
L'art. 101 C.c.Q. prévoit que  « L’héritier apparent qui apprend l’existence de la personne déclarée décédée conserve la possession des biens et en acquiert les fruits et les revenus, tant que celui qui revient ne demande pas de reprendre les biens ». 

### Droit de la famille
L'art. 446 C.c.Q. prévoit que « L’époux qui a eu l’administration des biens de son conjoint est comptable même des fruits et revenus qui ont été consommés avant qu’il n’ait été en demeure de rendre compte ».
D'après l'art. 449 C.c.Q., dans une société d'acquêts, les fruits et revenus échus ou perçus au cours du régime sont des acquêts, peu importe leur provenance. 
D'après l'art. 450 par. 2 C.c.Q., si le testateur l'a stipulé, les fruits et revenus des biens provenant par succession ou donation sont des biens propres dans une société d'acquêts. 
L'art. 458 C.c.Q. prévoit que dans la société d'acquêts, sont acquêts tous les fruits et revenus  proviennent des  droits de propriété intellectuelle et industrielle, bien que les droits eux-mêmes sont propres.   

### Droit des successions
L'article 743 C.c.Q. dispose que  « Les fruits et revenus du bien légué profitent au légataire, à compter de l’ouverture de la succession ou du moment où la disposition produit effet à son égard ».
Il est prévu à l'art. 848  que « Les fruits et revenus du bien donné ou légué, si ce bien est rapporté en nature, ou les intérêts de la somme sujette à rapport sont aussi rapportables, à compter de l’ouverture de la succession ». 

### Droit des biens
Les fruits et revenus peuvent être considérés comme des meubles dans les actes de disposition dont ils sont l’objet.
, d'après l'art. 900 C.c.Q..
L'art. 931 C.c.Q. prévoit que le possesseur de bonne foi est dispensé de rendre compte des fruits et revenus du bien; il supporte les frais qu’il a engagés pour les produire, tandis que Le possesseur de mauvaise foi doit, après avoir compensé les frais, remettre les fruits et revenus, à compter du jour où sa mauvaise foi a comme
D'après l'art. 949 C.c.Q,, «  les fruits et revenus du bien appartiennent au propriétaire, qui supporte les frais qu’il a engagés pour les produire ».
L'art. 959 al.2 C.c.Q. prévoit que le propriétaire peut, aux mêmes conditions, rembourser les impenses utiles faites par le possesseur de mauvaise foi; il peut alors opérer la compensation pour les fruits et revenus que le possesseur lui doit.
En matière d'indivision, l'art. 1058 C.c.Q.   dispose que les fruits et revenus du bien indivis accroissent à l’indivision, à défaut de partage provisionnel ou de tout autre accord visant leur distribution périodique. 
L'article 1126 C.c.Q. attribue à l'usufruitier les fruits et revenus que produit le bien. Toutefois, l'art. 1146 C.c.Q. affirme que  Le retard injustifié de l’usufruitier à faire un inventaire des biens ou à fournir une sûreté le prive de son droit aux fruits et revenus. En cas d'abandon des droits par l'usufruitier  ou de difficultés sérieuses encourues , le tribunal peut établir ses fruits et revenus.